# Нико 2
Нико 2: маленький братишка — большие хлопоты (фин. Niko 2: Lentäjäveljekset) — полнометражный мультипликационный фильм, выпущенный компаниями Anima Vitae, Cinemaker OY, Ulysses, A. Film и Tidal Films. Данный мультфильм является сиквелом мультфильма «Нико: путь к звёздам». Мультфильм вышел в прокат в Финляндии 12 октября 2012 года. Бюджет мультфильма составил €7 350 000.

## Сюжет
Продолжение истории происходит ровно через год после минувших событий. Мать Нико устала терпеть выходки Прэнсера (отца Нико), и вступила в брак с оленем по имени Ленни, который умел говорить только о погоде. У Ленни был сын — Джонни, который стал сводным братом Нико. На Нико это повлияло негативно, он стал ненавидеть Джонни, который всё время называл его «старшим братиком». Однако, когда Джонни похищают орлы, Нико летит спасать его. Во время миссии по спасению маленького сводного брата к Нико присоединяется старый слепой олень по имени Тобаес, бывший лидер Летающей Упряжки Санта-Клауса. Тем не менее, на пути у Нико стоит Белая Волчица, сестра Чёрного Волка, лидер орлиной стаи, желающая отомстить Нико за смерть брата. Теперь Нико и его друзья должны придумать план, как спасти Джонни, победить Белую Волчицу и вернуться домой.

## Персонажи
Ни́ко (англ. Niko) — живой оленёнок, который всю жизнь провёл со своей мамой. Отец Нико является членом знаменитой Летающей Упряжки Санта-Клауса. Его зовут Прэнсер. Нико встретил его первый раз год назад, в прошлое Рождество. Год назад во время приключений по спасению Санты и Летающей Упряжки он научился летать — это то, что ему действительно нравилось и что он делал с удовольствием. Каждые выходные Нико с удовольствием проводит время со своим отцом в Долине Санты. Нико тайно мечтает, чтобы его отец вернулся домой в Новую Долину, чтобы жить вместе с ним и мамой.
У́на (англ. Oona) — мама Нико. Она сама воспитала оленёнка, что сделало её сильной и независимой женщиной. Тем не менее, она мечтает о взрослых товарищеских отношениях, о том, чтобы разделить с кем-то повседневную жизнь и проблемы с олененком-подростком. Иногда Уна переживает насчёт отца Нико, которого Нико считает идеальным примером для подражания.
Прэ́нсер (англ. Prancer) — отец Нико, который не знал, что у него есть сын, живущий в лесах Лапландии. Как и все члены Летающей Упряжки, он посвящает всю свою жизнь работе. После встречи с Нико он становится более зрелым, его охватывает отцовство. В настоящее время Прэнсер каждые выходные забирает Нико в Долину Санты, чтобы научить его всему, что знает сам и подготовить его к работе в Летающей Упряжке.
Джо́нни (англ. Jonni) — молодой невинный оленёнок, который в отличие от своего отца не имеет проблем, касающихся социальных аспектов жизни. Джонни исследует и открывает для себя этот мир. Его детское очарование доказывает, что он может быть другом каждому. Как ребёнок, Джонни всегда ищет себе друзей и товарищей. Джонни мечтает иметь семью — особенно старшего брата, как Нико, которым малыш действительно восхищается.
Ле́нни (англ. Lenni) — заботливый отец-одиночка, отец Джонни. После трагической гибели жены Ленни посвятил свою жизнь воспитанию Джонни, проявляя к нему всю свою любовь и заботу. Ленни немного стесняется, когда речь идёт о социальных отношениях, и часто имеет тенденцию избегать разговора — говорить о погоде, когда он чувствует себя неловко и с трудом находит нужные слова.
Джу́лиус (англ. Julius) — добросердечная, немного неуклюжая белка-летяга. Давным-давно, после того, как его семью съела стая голодных волков, Джулиус нашёл новый дом среди оленьего стада. Джулиус — лучший друг Нико и выступал в качестве отца и наставника для него, всё время заботясь о мальчике. Джулиус любит спокойную жизнь, но редко может насладиться ей, так как оказывается постоянно втянут в захватывающие приключения вместе с Нико.
Ви́лма (англ. Wilma) — бродячий хорёк, с которым Нико и Джулиус познакомились во время спасения Санты от атаки Чёрного Волка. Вилма подружилась с ними и присоединилась к семье в Новой Долине. Вилма бесстрашна, а иногда очень энергична для молодой леди. Она работала в качестве певца в Долине Санты, развлекая Летающую Упряжку. Помимо этого, она очень быстрая, имеет откровенный характер и говорит вслух то, о чём почти каждый предпочёл бы молчать.
Тоба́ес (англ. Tobias) — старый сварливый отшельник, который тратит свои годы один в глубокой пустыне, общаясь только с деревьями и камнями. В юности Тобаес был лидером Летающей Упряжки. Но с возрастом его зрение стало хуже, и однажды он оказался без работы. И только тогда он понял, что у него нет ничего — ни семьи, ни детей. Он был слишком занят своей работой. Теперь он чувствует себя никому не нужным, что сделало его грустным и замкнутым в себе. Но в глубине души он скучает по нормальной жизни и чувству быть частью общества.
Са́га (англ. Saga) — лучший друг Нико (после Джулиуса с Вилмой, конечно). Сага чувствительная девочка, имеющая здравый смысл, в отличие от её сверстников, в том числе Нико. Сага всегда поддерживала Нико с его мечтой научиться летать. Она не была удивлена, когда Нико осознал, что он влюблён в неё.
Бе́лая Волчи́ца (англ. White Wolf) — роковая женщина-волк. Несмотря на то, что она ласково говорит и плавно двигается, никогда не следует доверять ей. Поскольку она потеряла своего брата в битве между пресловутым Чёрным Волком и Нико, у неё теперь только одна цель — месть, и она найдёт Нико любой ценой. Благодаря своей хитрости она может манипулировать кем угодно для достижения своих целей. Орлы просто не могут устоять перед её обаянием.

## Выпуск
«Нико 2» показали на гамбургском кинофестивале Hamburg Film Fest 29 сентября 2012 года.
Мультфильм вышел в прокат в Финляндии 12 октября 2012 года. Его показали в 115 кинотеатрах и собрали 150,889 зрителей. Собрано €1,384,148.
Мультфильм вышел в прокат в Японии 9 августа 2013 года после его представления на детском кинофестивале Kinder Film Festival.
Мультфильм вступил в ограниченное распространение в Европе в ноябре и декабре 2013 года в Германии, Дании, Польши, Франции, Исландии, Нидерландах, России, Бельгии, Эстонии, а также в Азиатских странах — в Корее, Израиле в марте 2013 года.
Позже, осенью 2013 года мультфильм был выпущен в Хорватии, Сербии, Турции, Португалии, Венгрии и Швеции.
В 2014 году мультфильм был выпущен в Кувейте, Китае, Испании (ограниченно) и Перу.
Фильм был выпущен в США через Grindstone и Netflix в октябре 2013 года.
Мультфильм распространился на новых территориях в конце октября 2013 года.

### Домашний просмотр
Мультфильм был выпущен в Финляндии на DVD и Blu-Ray 13 ноября 2013 года.

## Актёры озвучивания
| Персонаж      | Актёр озвучивания   |
| ------------- | ------------------- |
| Нико          | Эрик Карлсон        |
| Джулиус       | Микко Кивинен       |
| Вилма         | Вуокко Ховатта      |
| Тобаес        | Аааре Карен         |
| Уна           | Элина Книхтиля      |
| Ленни         | Рику Ниеминен       |
| Джонни        | Юхана Ваиттинен     |
| Белая Волчица | Катариина Кайтуэ    |
| Сага          | Матильда Леппалахти |
| Санта-Клаус   | Гарри Маунтейн      |

## Саундтрек
Оригинальный саундтрек к мультфильму снова был написан Стивеном Маккеоном. Саундтрек можно найти в Spotify: «Niko 2 — Little Brother, Big Trouble (Original Score)», а также официальном сайте Стивена Маккеона.

### Треклист
- Stephen McKeon — Main Title
- Stephen McKeon — A Dream of Christmas
- Stephen McKeon — Across the Ravin
- Stephen McKeon — Chase through the Toy Factory
- Stephen McKeon — Flying with Rudolf
- Stephen McKeon — Old Tobias to the Rescue
- Stephen McKeon — Old Tobias[23]